# Fröhlich Farkas
Fröhlich Farkas (Regensburg, 1747 – Pannonhalma, 1810. augusztus 22.) katolikus pap, bencés rendi szerzetes, a teológia doktora. Német nyelven írott munkái Pozsonyban és Győrben jelentek meg.

## Művei
- Predigt auf das Fest der heiligen Angela Stifterin des jungfräulichen Ordens der Ursulinerinen. Pressburg, 1810
- Predigt auf das heiligste Fronleichnams-fest, bei der feierlichen Prozession. Raab